# فانتازیا بارینو
فانتازیا مونیکو بارینو (به انگلیسی: Fantasia Monique Barrino) (زاده ۳۰ ژوئن ۱۹۸۴) که با نام فانتازیا بارینو شناخته می‌شود خواننده سبک آر اند بی آمریکایی است. شروع فعالیت بارینو از سال ۲۰۰۴ و حضورش در سومین دوره از سری مسابقات آمریکن آیدل بود که در این مسابقه موفق شد برنده شود. اولین آلبوم رسمی بارینو در همان سال و با نام "Free Yourself " بود که در این آلبوم آهنگ "I Believe" مقام اول در جدول بیلبورد ۱۰۰ را بدست آورد. در سال ۲۰۰۶ فانتازیا آلبومی با نام خودش وارد بازار کرد. در آلبوم "Fantasia" آهنگ "When I See U" در لیست جدول موسیقی آر اند بی قرار گرفت. آلبوم سوم فانتازیا پس از چهار سال با نام "Back to Me" وارد بازار شد و در این آلبوم آهنگ "Bittersweet" در جدول ده تایی بهترین آهنگ‌های سبک آر اند بی قرار گرفت و همین آهنگ باعث شد تا فانتازیا در سال ۲۰۱۰ برنده جایزه گرمی برای بهترین خواننده زن سبک آر اند بی را بدست آورد.

## آلبوم‌ها
- ۲۰۰۴: Free Yourself
- ۲۰۰۶: Fantasia
- ۲۰۱۰: Back to Me